# Манастир Светога Јефрема Сирина
Манастир Светог Јефрема Сирина (грч. Ιερα Γυναικεια Κοινοβιακη Μονη Οσιου Εφραιμ του Συρου) је женски православни манастир Грчке православне цркве у близини града Катерини.

### Историја
Манастир је 1983. године основала садашња игуманија манастира Катарина, духовна кћерка монаха Порфирија Кавсокаливита.  Манастир се налази на надморској висини од 151 метар , један и по километар од села Кондариотиса, а укупна површина манастирске територије је око 21 хектар .
Главна манастирска црква изграђена је у византијском стилу и освештана 2000. године. Посвећена је заштитнику манастира, монаху Јефрему Сирину и иконе Богородице „Животворни извор“. У главном храму чувају се делови моштију светог Јефрема Сирина, свете мученице Екатарине, као и чудотворна икона Богородице „Дакрирооуса“ („проливање суза“). Манастирска црква допуњена је бочним капелама у име свете великомученице Екатарине и Порфирија Кавсокаливита . У подруму се налази црква у име Светог Јована Крститеља и светих новомученика Рафаила, Николе и Ирене.
Главни манастирски комплекс, северно од храма, обухвата велику зграду за медицинске сестре и украсни врт са волијерама за птице; на југу - пријемница за пријем ходочасника и црквена продавница.
Јужно од манастира, на пространој територији, међу баштенским засадима, налази се капела и просторије за крштења и венчања, прославе и одмор ходочасника.
На манастирском гробљу налази се црква освећена 2015. године у име Светог Лазара и Светог Саве коју су подигли Руси - духовна деца катедралног старешине руског светогорског манастира Пантелејмона .